# Montreal Gare Lucien-L’Allier

Der Gare Lucien-L’Allier ist hinter dem Gare Centrale der zweitwichtigste Bahnhof Montreals. Er wurde als Ersatz für den benachbarten Gare Windsor eröffnet, nachdem dieser 1993 aufgrund des Baus des Eishockeystadions Centre Bell vom Schienennetz abgeschnitten wurde. Vom Bahnhof aus verkehren ausschließlich exo-Vorortszüge.

## Geschichte
→ Siehe auch: Gare Windsor#Geschichte

Bis 1993 verkehrten die Züge vom Gare Windsor, dem ehemaligen Hauptbahnhof der Canadian Pacific Railway. Nachdem die Personenverkehrssparten der CPR und der Konkurrenzgesellschaft Canadian National Railway von der staatlichen Bahngesellschaft VIA Rail übernommen worden waren, führte diese schrittweise alle Zugverbindungen im CN-Hauptbahnhof Gare Centrale zusammen. Endgültig stillgelegt wurde der Gare Windsor 1993, als man auf dessen Gleisfeld mit dem Bau des Eishockeystadions Centre Bell begann. Als Ersatz wurde daraufhin, an das Centre Bell angegliedert, mit dem Bau eines neuen Kopfbahnhofs begonnen. Ursprünglich sollte der Name des neuen Bahnhofs Terminus Windsor lauten, doch aufgrund von Verwechslungsgefahren mit dem alten Bahnhof, der zwar über keine Zugsverbindungen mehr verfügt, aber dennoch über Zugänge zur U-Bahn, zur Untergrundstadt, zum Centre Bell und auch zum neuen Bahnhof verfügt, legte man in Anlehnung an die benachbarte Straße den Namen Gare Lucien-L’Allier fest. L’Allier war der Chefingenieur der Metro Montreal. 1996 konnte der Bahnhof mit der Linie nach Hudson in Betrieb gehen, die Züge nach Saint-Jérôme und Candiac folgten dann 1999 beziehungsweise 2001. Im Jahr 2008 folgte eine Umgestaltung der Eingangshalle.

## Verkehr
Vom Bahnhof aus verkehren ausschließlich Nahverkehrszüge der AMT nach Hudson, Saint-Jérôme und Candiac. Bis zum Bahnhof Montréal Ouest verkehren sie gebündelt. Der Bahnhof ist Teil eines an die Untergrundstadt angeschlossenen Verkehrsknotens, der auch den gleichnamigen U-Bahnhof und das Busterminal Terminus Centre-ville umfasst. Zudem bestehen direkte Verbindungswege zum Hauptbahnhof und zur Metrostation Bonaventure.

## Zukunft
- Es wird geprüft, die AMT-Züge aus Saint-Jérôme statt nach Lucien-L'Allier zum Gare Centrale zu verlegen, um die Fahrtzeit zu beschleunigen. Bisher umkurvte die Strecke den Mont Royal von Norden her, neu würden die Züge durch den Mont-Royal-Tunnel geführt.
- Die AMT plant eine Verbindung zum Flughafen Pierre-Elliott Trudeau, die zwischen 2013 und 2015 verwirklicht werden soll. Jedoch ist bisher noch nicht geklärt, ob die Züge den Gare Centrale oder den Gare Lucien-L'Allier anfahren werden.